# Деноре (Ферара)
Деноре је насеље у Италији у округу Ферара, региону Емилија-Ромања.
Према процени из 2011. у насељу је живело 431 становника. Насеље се налази на надморској висини од 4 м.